# Латышонок, Олег Юрьевич
Олег Юрьевич Латышонок (пол. Oleg Łatyszonek, бел. Алег Латышонак; род. 27 мая 1957 года) — польский и белорусский историк, педагог, переводчик, общественный деятель. Доктор исторических наук (Dr. habil.) (2007), профессор (1997).

## Биография
Родился в городе Эльблонг Варминьско-Мазурского воеводства Республики Польша. Отец Юрий Латышонок — белорус из Шарковщины (ныне — Витебская область), мать Вера Стоцкая — уроженка деревни Лука на Белосточчине.
Окончил школу и лицей в Белостоке, затем — философско-исторический факультет Ягеллонского университета (1980). В 1996 году защитил кандидатскую диссертацию (PhD) (Торуньский университет; «Белорусские военный формировании 1917—1923»). В 2007 году защитил докторскую диссертацию (Dr. habil.) (Торуньский университет; «От русинов белых до белорусов. Истоки белорусской национальной идеи»).
Преподавал историю в техникуме в Супрасле. В 1982 году был арестован как член движения «Солидарность», провёл в заключении 8 месяцев. После освобождения работал в Краковском историческом музее, в исследовательском институте «Полония» при Ягеллонском университете, в Военном музее Белостока.
В 1993—1997 годах — сотрудник белорусской ежедневной газеты в Польше «Ніва». С 1997 года — преподаватель на кафедре белорусской культуры Белостокского университета. С 2008 года — на кафедре международных отношений в Институте истории Белостокского университета.

## Научная деятельность
Занимается исследованием вопроса белорусско-польских взаимосвязей, этнической и военной истории белорусов.

## Общественная деятельность
В конце 80-х годов XX века принимал участие в становлении белорусского студенческого движения в Польше. В 1992—1994 годах — председатель Главного совета Белорусского демократического объединения, партии, которая представляла интересы белорусского меньшинства в Польше. С 1995 года — член управления Белорусского союза в Польской республике, с 1997 года — заместитель председателя Центра общественного образования Польша—Беларусь. В 1998 году — основатель белорусского радио «Рация».
Является председателем Белорусского исторического общества в Польше (с 1996), членом Комиссии славянских исследований Комитета исторических наук Польской академии наук и Восточнославянской комиссии Польской академии знаний.
Является членом редакционной коллегии белорусского исторического журнала в Польше Białoruskie Zeszyty Historyczne. Сотрудник редакции «Польского Словаря Биографического» (Polskiego Słownika Biograficznego).

## Награды
- Кавалерский крест Ордена возрождения Польши (2008)[1].
- Медаль «100 лет БНР» (Рада Белорусской народной республики, 2018)[2].